# پیدوروتالاگالا
پیدوروتالاگالا (به لاتین: Pidurutalagala) یک کوه و قله بسیار برجسته در سری‌لانکا است که در ناحیه نووارا الییا واقع شده‌است. پیدوروتالاگالا ۲٬۵۲۴ متر بالاتر از سطح دریا واقع شده‌است.